# Purullena
Purullena – gmina w Hiszpanii, w prowincji Grenada, w Andaluzji, o powierzchni 21,19 km². W 2011 roku gmina liczyła 2403 mieszkańców.
Historia Purulleny sięga 1800 roku p.n.e. w przybliżeniu, według badań archeologicznych Cuesta del Negro.